# San geng

San geng (em chinês: 三更; em inglês:  Three) é um filme de terror e mistério produzido por Coreia do Sul, Tailândia e Honguecongue, codirigido por Kim Jee-woon, Nonzee Nimibutr e Peter Ho-Sun Chan, e lançado em 2002.